# Adalberto López
Adalberto „Dumbo“ López (* 4. Juli 1923 in Guadalajara, Jalisco; † 1996 in Los Angeles, Kalifornien) war ein mexikanischer Fußballspieler, der insgesamt fünfmal Torschützenkönig der mexikanischen Primera División wurde und seine erfolgreichste Zeit im Trikot des León AC hatte. Seinen Spitznamen „Dumbo“ erhielt er wegen seiner großen Ohren.

## Karriere
Dumbo López war einer der erfolgreichsten Mittelstürmer Mexikos. Sein Debüt gab er 1941 für den CF Atlante, bei dem er bis 1946 unter Vertrag stand. Allerdings war er während dieser fünf Jahre nur bedingt für Atlante im Einsatz, weil sein Verein ihn vorübergehend an den Puebla FC ausgeliehen hatte. Es war das Pech des talentierten López, dass ausgerechnet Horacio Casarín, der unumstrittene Star von Atlante, die gleiche Position einnahm. Weil bei Atlante auf Dauer kein Platz für zwei Mittelstürmer war, verschlug es López schließlich nach León, wo er von 1946 bis 1950 spielte. In dieser Zeit wurde er mit León zweimal Meister und gewann 1949 sogar das Double. An diesen Erfolgen hatte López einen nicht zu unterschätzenden Anteil. Schließlich wurde er in den drei Spielzeiten zwischen 1946/47 und 1948/49 mit insgesamt 97 Treffern dreimal hintereinander Torschützenkönig der mexikanischen Liga. Dabei bedeutenden seine 36 Tore in der Saison 1947/48 einen ganz besonderen Rekord, der 48 Jahre lang Bestand hatte: bis zur Saison 1995/96 konnte kein weiterer mexikanischer Spieler in der ersten Liga so viele Tore erzielen. Dieser Rekord konnte erst  von Carlos Hermosillo egalisiert werden, der es in jener Saison ebenfalls auf 36 Treffer brachte.
1950/51 spielte López bei Atlas Guadalajara, fühlte sich dort aber nicht wohl und wechselte zum Stadtrivalen Oro. In dessen Trikot wurde er 1951/52 noch einmal Torschützenkönig, wozu in jenem Jahr „magere“ 16 Treffer reichten. Seine nächste Station war der dritte Erstligist der Stadt, Deportivo Guadalajara, bei dem er seine Karriere in der Saison 1953/54 ausklingen ließ und mit 21 Treffern noch einmal Torschützenkönig der mexikanischen Liga wurde; wenngleich er sich den Titel diesmal mit zwei anderen Spielern teilen musste. Insgesamt wurde Dumbo López also fünfmal Torschützenkönig im mexikanischen Ligafußball – sooft wie kein anderer mexikanischer Spieler. Überhaupt wurde er in dieser Hinsicht nur vom Brasilianer Evanivaldo Castro übertroffen, der die mexikanische Torjägerkrone insgesamt achtmal gewann. Im Laufe seiner Karriere brachte Dumbo es auf 196 Treffer in der Primera División.

## Erfolge
- Meister von Mexiko: 1948 und 1949 (mit León)
- Pokalsieger von Mexiko: 1942 (mit Atlante), 1949 (mit León)
- Supercupsieger (Campeón de campeones) von Mexiko: 1948 und 1949 (mit León)
- Torschützenkönig der Primera División von Mexiko: 1947, 1948, 1949, 1952, 1954